# UTC+4
UTC+4 je vremenska zona koja se koristi:

## Kao standardno vrijeme (cijelu godinu)
- Azerbajdžan
- Gruzija  (Gruzija se pomakla iz zone UTC+4 u zonu UTC+3 dana 27. lipnja 2004.,[1] a potom natrag u zonu UTC+4 dana 27. ožujka 2005.)
- Armenija
- Oman
- Réunion  (Francuska)
- Mauricijus (Mauricijus pokušao DST 2008, ali je odlučio ne nastaviti)[2]
- Sejšeli
- Ujedinjeni Arapski Emirati

### Moskovsko vrijeme
- Rusija  (najveći dio europskog dijela zemlje, uključujući Moskvu, Sankt Peterburg, Rostov na Donu, Novaju zemlju, Zemlju Franje Josipa i sve željeznice kroz Rusiju)

## Vanjske poveznice
- Gradovi u vremenskoj zoni UTC+4